# Abutilon percaudatum
Abutilon percaudatum är en malvaväxtart som beskrevs av Bénédict Pierre Georges Hochreutiner. Abutilon percaudatum ingår i släktet klockmalvor, och familjen malvaväxter. Inga underarter finns listade i Catalogue of Life.